# Enderlinhütte
Die Enderlinhütte ist eine Berghütte der Sektion Piz Sol des Schweizer Alpen-Clubs (SAC). Sie liegt im Kanton Graubünden in der Schweiz nordöstlich von Maienfeld auf einer Höhe von 1501 m ü. M. an der Südflanke des Falknis. 
Die um die Jahrhundertwende von Fortunat Enderlin erbaute Hütte wurde 1922 von der Sektion Piz Sol des Schweizer Alpen-Clubs (SAC) übernommen. Die damalige Hütte lag auf 1460 Meter und bot Platz für 8 Personen. 1956 wurde ein Neubau erstellt, welcher in den Jahren 1976 und 2002 erweitert wurde. Die heutige Hütte bietet 34 Schlafplätze und ist in der Sommersaison von Juni bis Mitte Oktober teils bewirtet. Im Winter ist die Hütte geschlossen.

## Zugänge
Immer geradeaus vom Bahnhof Maienfeld. Der Enderlinweg ist der einzige Zugang zur Hütte. In den Wintermonaten ist er nicht zu benutzen. Hunziker klassiert den Weg als T3.
Der weitere Anstieg zum Falknis ist blau-weiss markiert.